# Leterrius Walton
Leterrius Walton (Clinton Township, 31 marzo 1992) è un giocatore di football americano statunitense che milita nel ruolo di defensive end per i Pittsburgh Steelers della National Football League (NFL).

## Biografia

### Pittsburgh Steelers
Dopo avere giocato al college a football alla Central Michigan University, Walton fu scelto nel corso del sesto giro (199º assoluto) del Draft NFL 2015 dai Pittsburgh Steelers. Debuttò come professionista subentrando nel terzo turno contro i St. Louis Rams. La sua stagione da rookie si concluse con sei presenze, nessuna delle quali come titolare.

## Statistiche
| Partite totali      | 6 |
| Partite da titolare | 0 |
| Tackle              | 0 |
| Sack                | 0 |
| Intercetti          | 0 |

Statistiche aggiornate alla stagione 2015